# منتخب أنغويلا لكرة القدم للسيدات
منتخب أنغويلا الوطني لكرة القدم للسيدات (بالإنجليزية: Anguilla women's national football team)‏ هو ممثل أنغويلا الرسمي في المنافسات الدولية في كرة القدم للسيدات، يديريه اتحاد أنغويلا لكرة القدم.